# Вила д'Онета (Бергамо)
Вила д'Онета је насеље у Италији у округу Бергамо, региону Ломбардија.
Према процени из 2011. у насељу је живело 302 становника. Насеље се налази на надморској висини од 715 м.